# NGC 4237
NGC 4237 är en flockig spiralgalax belägen cirka 60 miljoner ljusår från solsystemet i stjärnbilden Berenikes hår. Den upptäcktes år 1783 av William Herschel och ingår i Virgohopen. Den klassificeras också som en LINER-galax och som en Seyfertgalax.
NGC 4237 verkar ha brist på neutralt atomärt väte (HI). Detta, i kombination med dess stora projicerade avstånd från M87 och dess radiella hastighet nära Virgohopens medelvärde, tyder på att galaxen kan befinna sig i en mycket radiell bana genom hopens centrum.

## Galleri

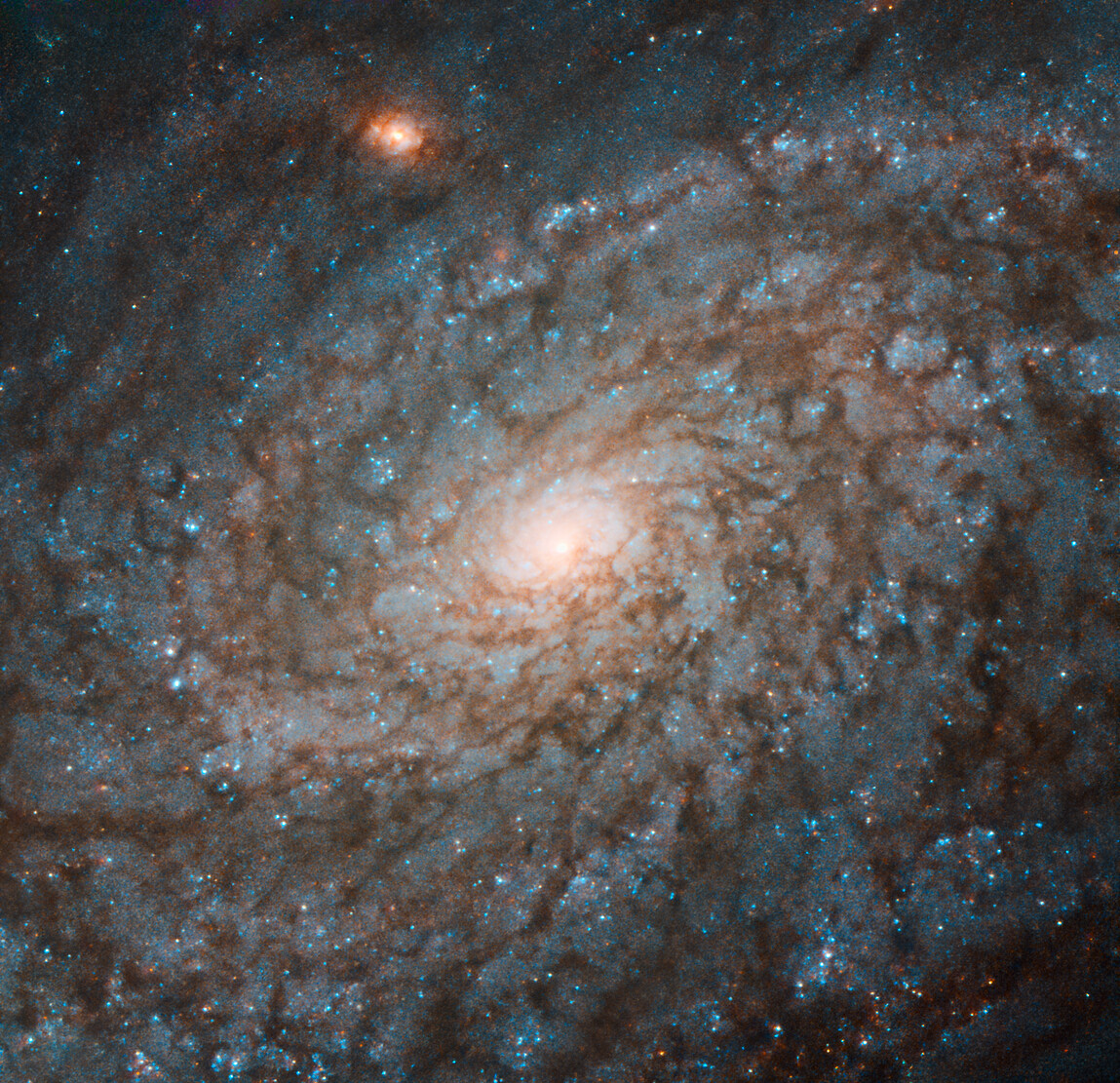
Galaxen NGC 4237.